# Nevrorthus
Nevrrorthus is een geslacht van insecten uit de familie van Nevrorthidae, orde netvleugeligen (Neuroptera).

## Soorten
Nevrorthus omvat de volgende soorten:
- Nevrorthus apatelios H. Aspöck et al., 1977
- Nevrorthus fallax (Rambur, 1842)
- Nevrorthus hannibal U. Aspöck & H. Aspöck, 1983
- Nevrorthus iridipennis A. Costa, 1863